# Ztnarf
Pour les articles homonymes, voir Hofmann.
Ztnarf, de son vrai nom Frantz Hofmann, né le 12 juin 1984, est un auteur de bande dessinée belge.

## Biographie
Frantz Hofmann naît le 12 juin 1984. Il suit des cours de bandes dessinées aux académies des beaux-arts de Châtelet et de Watermael-Boitsfort, il travaille 2 ans en tant que graphiste pour le site Prizee, et ensuite 3 ans pour le studio de jeux vidéos Yamago. Il devient ensuite dessinateur de bande dessinée à plein temps avec d'un côté ses divers albums et de l'autre sa série Kahl et Pörth éditée dans le magazine Spirou. Il crée les bandes dessinées humoristiques Lilly Sparrow avec Ced aux éditions Makaka en 2014, et Super Bébé avec Piratesourcil aux Éditions Jungle en 2016.
En 2018, il participe au no 4200 du magazine Spirou, un numéro spécial intitulé Défenseur des droits de l’Homme, élaboré en partenariat avec l’Organisation des Nations Unies,.

## Albums publiés
- Lilly Sparrow contre l'apocalypse[6],[7], avec Ced (scénario), Makaka, 2014  (ISBN 978-2-917371-49-7).
- Walk of the dead[8],[9],[10], Le Lombard, Bruxelles, 18 mars 2016
Scénario : Lapuss - Dessin : Ztnarf - Couleurs : Tartuff -  (ISBN 978-2-8036-3660-0)

### Super Bébé
- Petit mais costaud ![11],[12], Jungle !, coll. « Jungle Kids », Bruxelles, Paris, 20 janvier 2016
Scénario : Piratesourcil - Dessin : Ztnarf - Couleurs : quadrichromie -  (ISBN 978-2-8222-0961-8)

### Rikk et Frya
- 1. La Chasse au Kraken[13], Éditions Sarbacane, 4 octobre 2017
Scénario : Ced - Dessin et couleurs : Ztnarf -  (ISBN 978-2-84865-989-3)
- 2. Les Géants de glace, Sarbacane, Paris, 6 juin 2018
Scénario : Ced - Dessin et couleurs : Ztnarf -  (ISBN 978-2-377-31127-9)
- Blagues de Toto (Les) - Drôle d’aventure (BD du film)[14], avec Lapuss et Thierry Coppée (scénario), Delcourt, 2020  (ISBN 978-2-413-02479-8).

### Collectifs
- La Galerie des Gaffes[15], Dupuis, Marcinelle, 20 octobre 2017
Scénario : Collectif - Dessin : Collectif dont Ztnarf - Couleurs : quadrichromie -  (ISBN 978-2-8001-7068-8)
- Spirou défenseur des droits de l'homme[16], Dupuis, Marcinelle, 14 juin 2019
Scénario et couleurs : collectif - Dessin : collectif dont Ztnarf -  (ISBN 979-10-34739-25-7).

#### Livres
- Philippe Mellot, Michel Denni, Laurent Turpin et Isabelle Morzadec, Trésors de la bande dessinée : BDM 2025-2026 - Catalogue encyclopédique et Argus, Paris, Les Arènes, novembre 2024, 24e éd., 1839 p., ill. ; 23 cm (ISBN 979-10-37512-61-1, OCLC 1478218824, présentation en ligne), p. 834, 1209, 1345, 1610.

#### Périodiques
- « En direct de la rédak : Les petits bonheurs de Ztnarf », Spirou, Dupuis, no 4167,‎ 21 février 2018 (ISSN 0771-8071).
- Thomas Gochi, Ztnarf, Festival Pré en bulles, mars 2019.